# اللهوردي خان
اللهوردي خان أونديلادزه (بالفارسية: الله‌وردی خان اوندیلادزه، وبالجورجية: ალავერდი-ხანი) (967 هـ - 14 ربيع الآخر 1022 هـ المُوافق فيه 1560م - 3 حزيران (يونيو) 1613م) الشهير أيضًا بِـ«اللهوردي خان الكرجي» هو رجل دولة ومن أكابر القادة العسكريين وأحد أقوى النُبلاء في الدولة الصفويَّة، تولَّى القيادة العامَّة للجُيُوش الصفويَّة (1006 هـ - 1022 هـ \ 1597م - 1613م) في عهد الشاه «عباس الأكبر‌». وقاد حملات عسكريَّة لتحقيق الطُمُوحات الشاهانيَّة الصفوية وصد المخاطر عن البلاد. يُعدُّ واحدًا من أعظم القادة في تاريخ الدولة الصفويَّة وراعيًا عظيمًا للثقافة والعمارة.